# روچفورد
longitudeروچفوردlatitudeروچفورد
روچفورد (به انگلیسی: Rochford) یک شهرک در بریتانیا است که در اسکس واقع شده‌است.

## نگارخانه

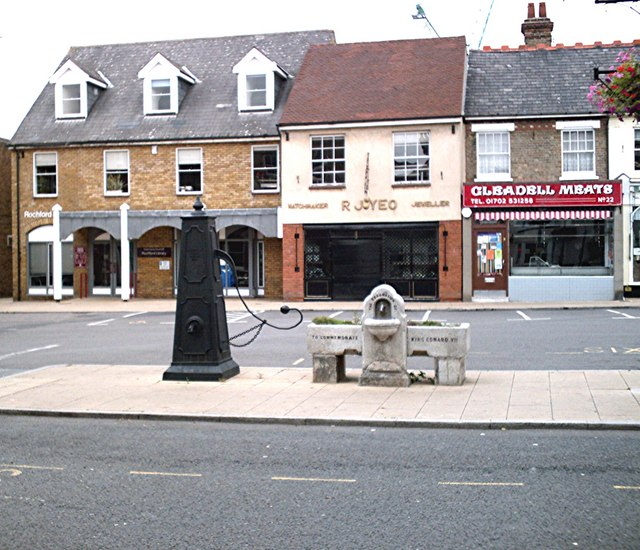
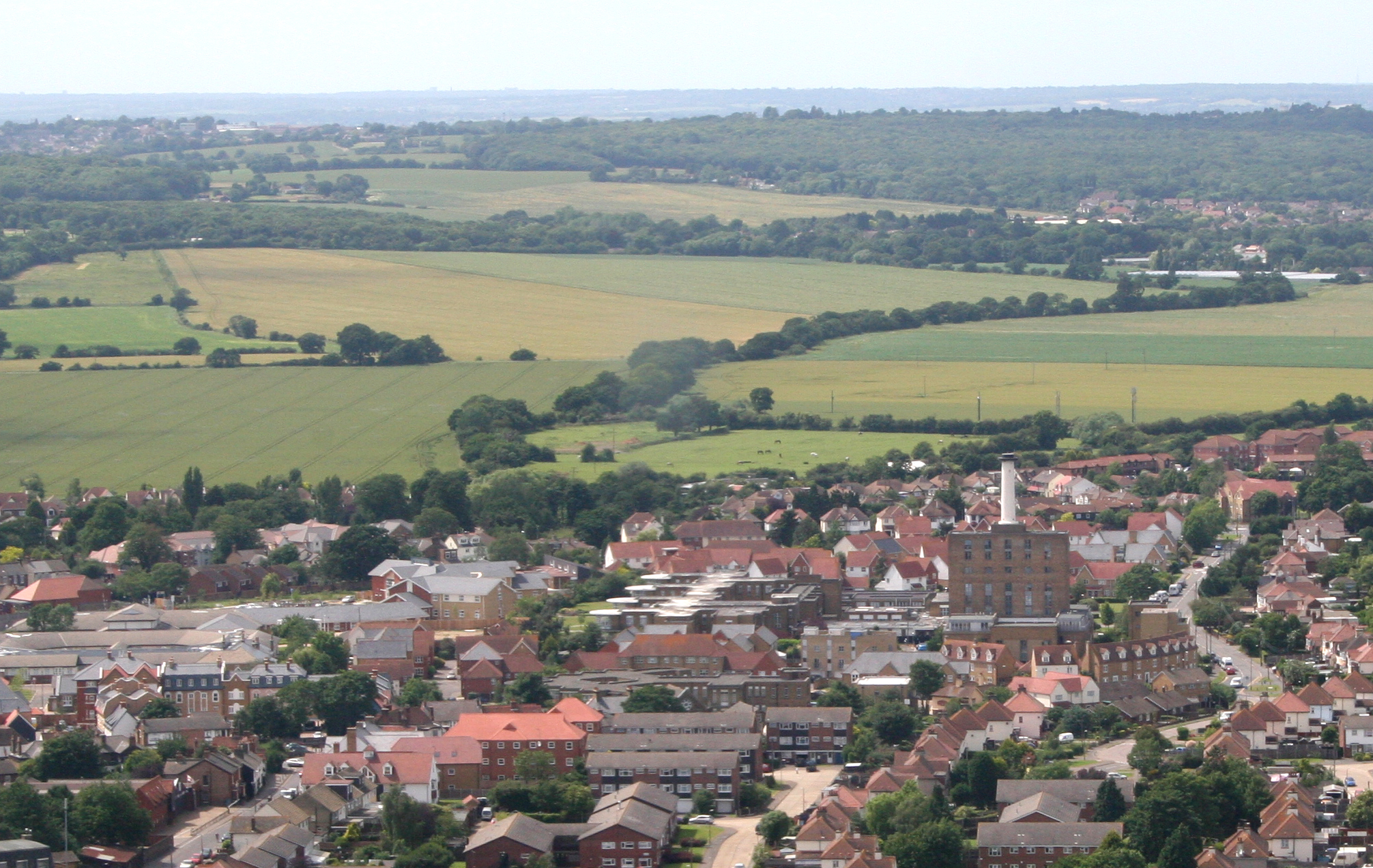
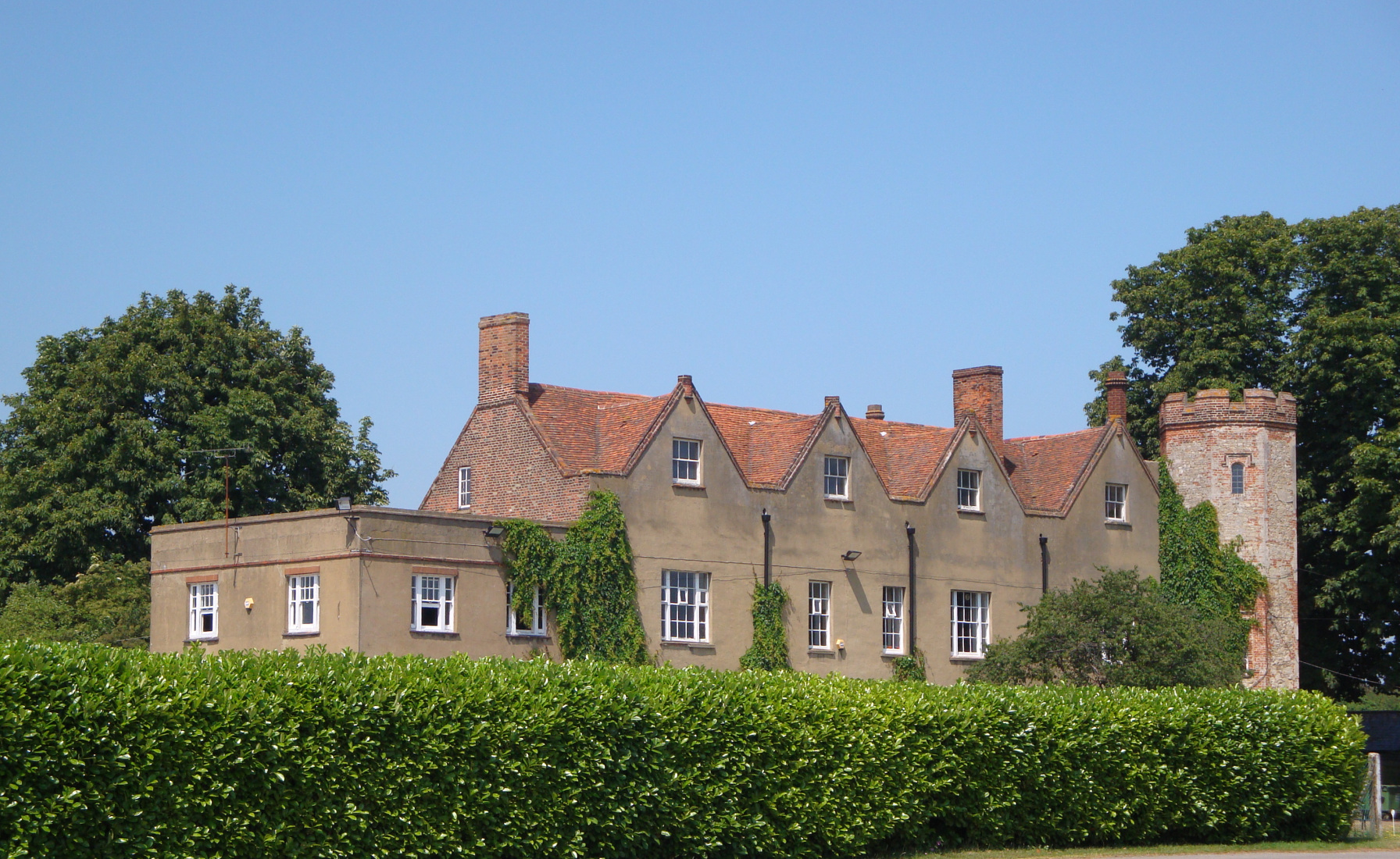
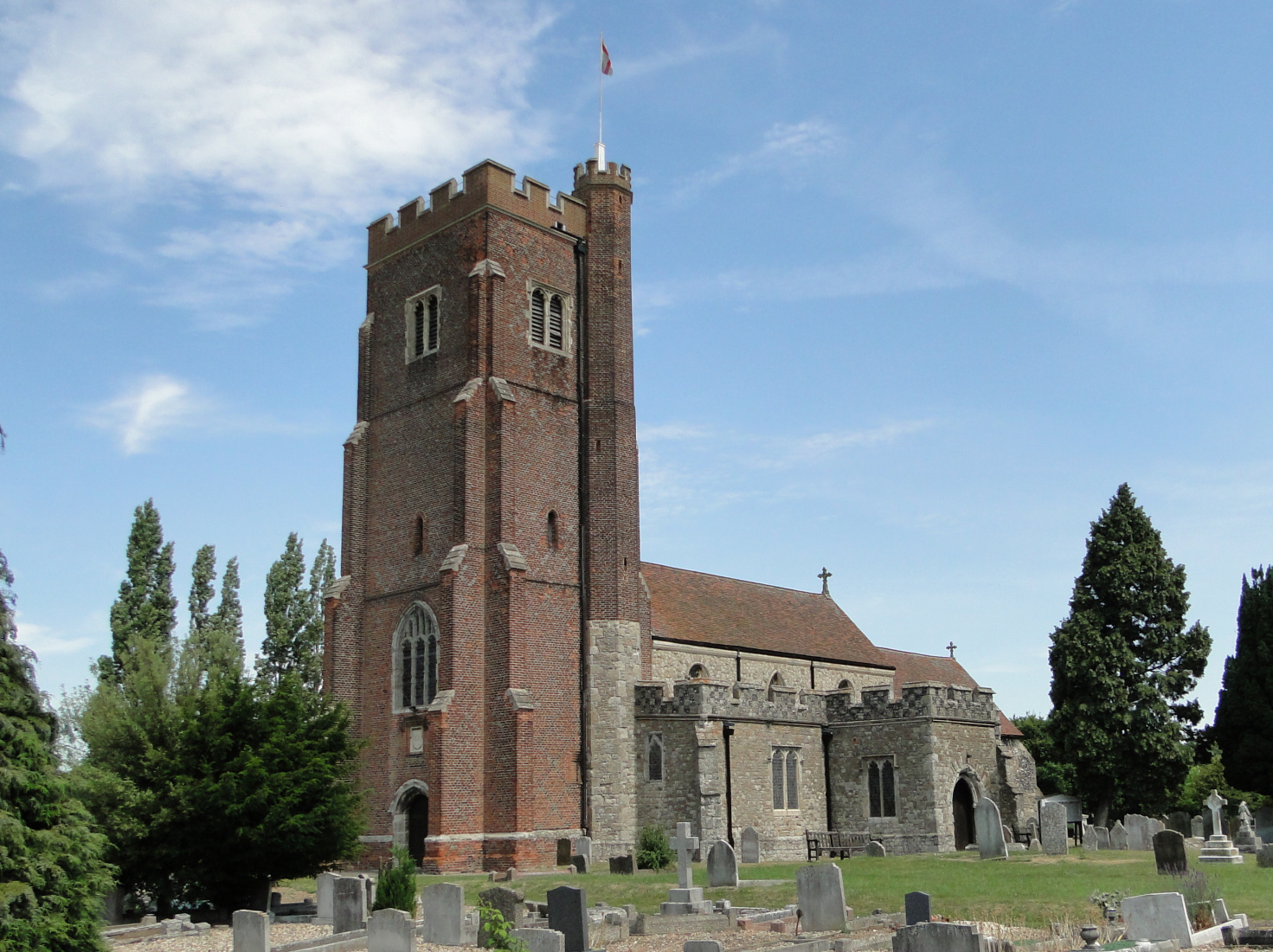

## خصوصیات
روچفورد ۷٬۶۱۰ نفر جمعیت دارد.